# گرترود بزرگ
گرتروده بزرگ (ایتالیایی: Santa Gertrude؛ ۶ ژانویهٔ ۱۲۵۶ – ۱۷ نوامبر ۱۳۰۲) یک قدیس مسیحی اهل آلمان بود.